# Genista tridentata
A carqueja, Genista tridentata (L.) ou Pterospartum tridentatum, é uma planta da família Fabaceae, comum no norte e centro de Portugal, cujas flores, que aparecem entre Março e Junho, são muito apreciadas na preparação de infusões medicinais e também na culinária (por exemplo, o arroz de carqueja).
Pode ser encontrada um pouco por toda a Península Ibérica (sobretudo parte noroeste) e Marrocos, sendo típica de matos e matagais situados em terrenos ácidos.
Também vulgarmente designada por: carqueija, flor-de-carqueija e querqueijeira.
São atribuídas propriedades medicinais no combate à diabetes e à prevenção ou redução de patologias cardiovasculares inerentes, devido à presença de flavonóides antioxidantes.

## Sinonímias botânicas
- Pterospartum cantabricum (Spach) Willk.
- Genista cantabrica Spach
- Genista tridentata L. subsp. cantabrica (Spach) Nyman
- Chamaespartium tridentatum (L.) P.E. Gibbs. subsp. cantabricum (Spach)
- Genistella tridentata Samp. var. scolopendrica (Spach) Samp.
- Pterospartum tridentatum (L.) Willk